# Забруднення пластиковими гранулами

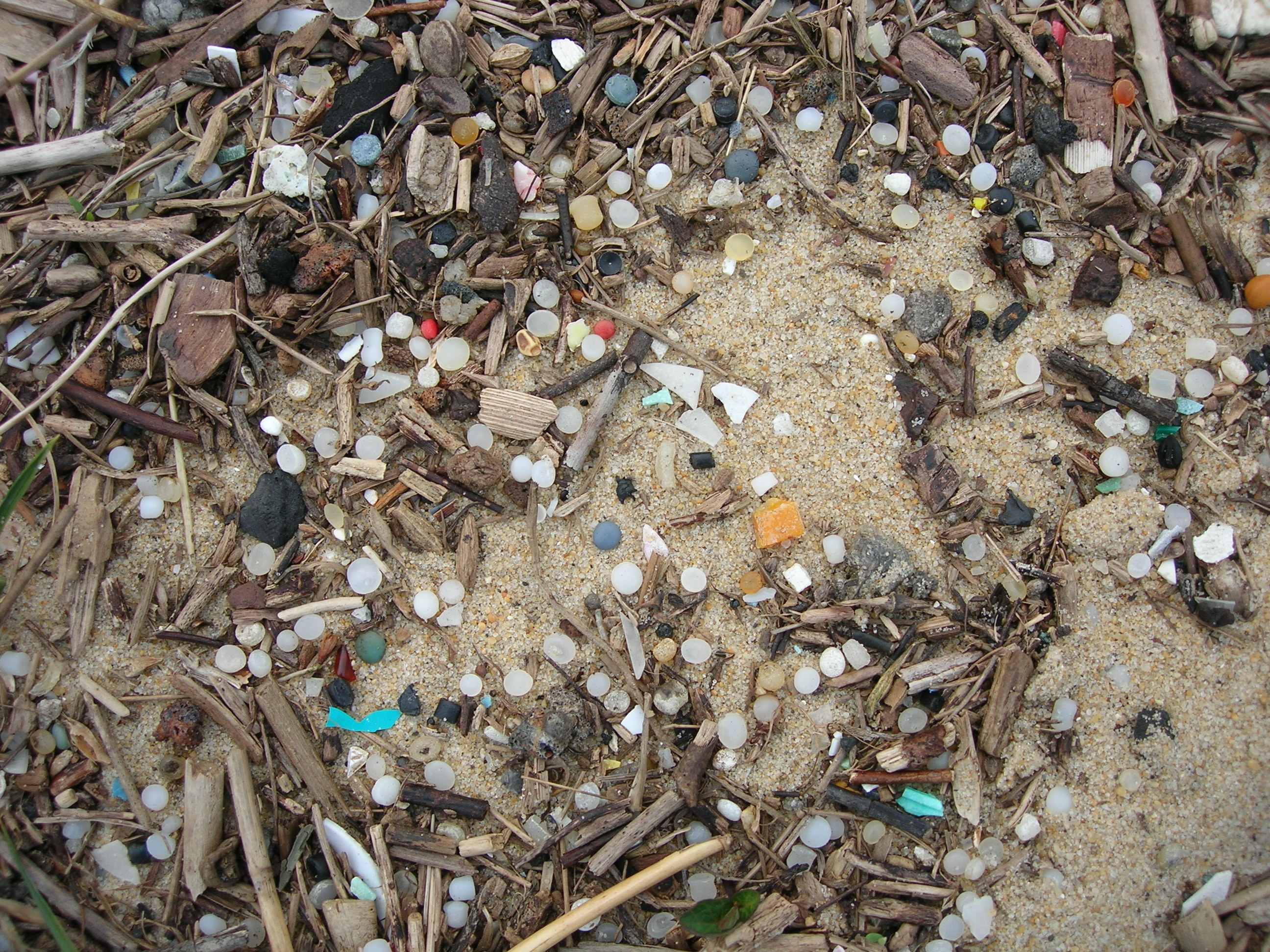
Нурдли на пляжі на південному заході Франції, 2011 рік

Забруднення пластиковими гранулами — морського сміття, що походить від частинок пластику, які повсюдно використовуються для виробництва великомасштабного пластику. У контексті забруднення пластиком ці передсерійні пластикові гранули широко відомі як «нурдли». Цей мікропластик створюється окремо від використовуваного пластику, для формування якого він розплавляється, і втрата гранул може статися як на етапі виробництва, так і на етапі транспортування. Викидаючись у відкрите середовище, вони створюють стійке забруднення як в океанах, так і на пляжах. Вважається, що близько 230 000 тонн нурдлів щорічно осідає в океанах, де їх часто приймають за їжу морські птахи, риби та інші дикі тварини. Через їхні невеликі розміри їх, як відомо, важко прибрати з пляжів та інших місць.

## Опис
Нурдли є другим за величиною джерелом мікропластику в океані. Приблизно 27 мільйонів тонн (60 мільярдів фунтів стерлінгів) щорічно виробляється в Сполучених Штатах. Один фунт гранульованого HDPE містить приблизно 25 000 гофр (приблизно 20 мг на гомілку). Зазвичай їм менше 5 мм (0,20 дюйм) в діаметрі. Вважається, що в океанах щорічно відкладається близько 230 000 тонн нурдлів.

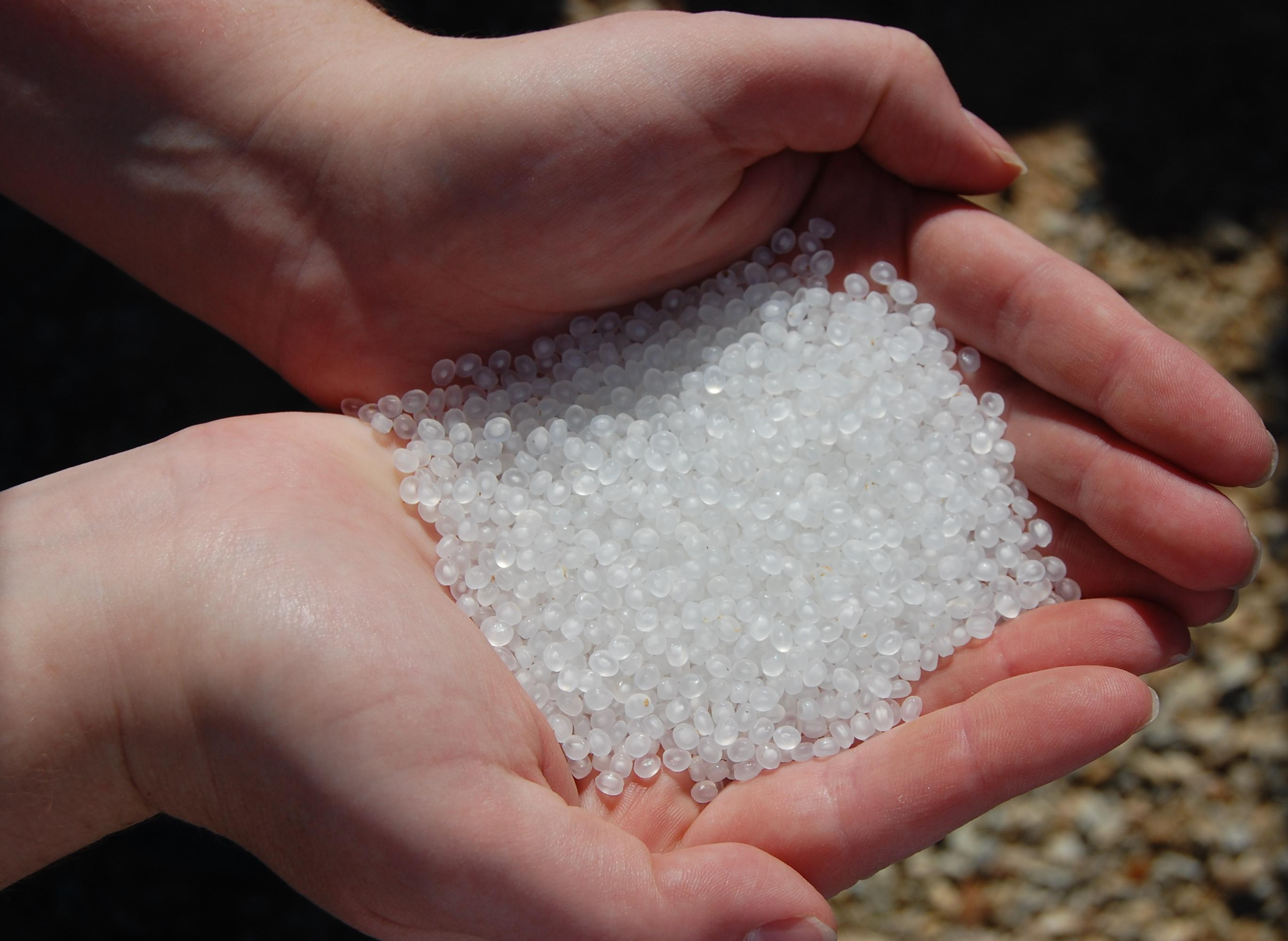
Жменя нурдлів, висипана з поїзда в Пайнвіллі, Луїзіана, США

Гранули пластикової смоли класифікуються як первинний мікропластик, тобто вони були навмисно виготовлені розмірами від 1 до 5 мм у діаметрі (тоді як вторинний мікропластик створюється шляхом фотодеградації та вивітрювання більших шматків пластику, таких як пляшки з водою та рибальські сітки). Первинний мікропластик становить від 15 % до 31 % зростаючого обсягу забруднення морського середовища мікропластиком, що пов'язано з корпоративним розширенням великомасштабного виробництва пластику. Подібно до мікрогранул, пластикові гранули, що виготовляються на етапі попереднього виробництва, можуть потрапляти безпосередньо в навколишнє середовище як форма первинного мікропластикового забруднення. Оскільки виробляється більше пластику, більше пластикових гранул осідає у водних шляхах.
Дослідження на підприємстві з виробництва поліетилену в Швеції показало, що від 3 до 36 мільйонів пластикових гранул щорічно потрапляє в навколишнє середовище з виробничих місць. Ці нурдли розливаються під час транспортування та виробництва, і через неадекватні запобіжні заходи та правила мільйони гранул пластику потрапляють у найближчі водні шляхи та, зрештою, в океан.

## Вплив на навколишнє середовище
Нурдли є основним джерелом морського сміття. Під час тримісячного дослідження пляжів округу Орандж дослідники виявили, що вони є найпоширенішим забруднювачем пляжу. Згідно з дослідженням 2019 року, грудки на пляжах для купання в Східному Лотіані, Шотландія, були вкриті біоплівками кишкової палички та вібріоном.
Водні нурдли можуть бути або сировиною для виробництва пластику, або більшими шматками пластику. Основним зосередженням пластику може бути Велика тихоокеанська сміттєва пляма, зростаюча колекція морського сміття, відома високою концентрацією пластикового сміття.
Нурдли, які потрапляють у водні шляхи чи океани в процесі виробництва пластику, стали значним джерелом забруднення океану та пляжу пластиком. Забруднення пластиковими гранулами, яке спостерігалося в ході досліджень, в основному виявляється в осадових породах і на пляжах і, як правило, є поліетиленом або поліпропіленом, двома основними пластиковими полімерами, що містяться в забрудненні мікропластиком.
У травному тракті різних морських істот часто виявляли нурдли, які спричиняли фізіологічну шкоду через вимивання пластифікаторів, таких як фталати. Нурдли можуть нести два типи мікрозабруднювачів у морському середовищі: рідні пластикові добавки та гідрофобні забруднювачі, поглинені з морської води. Наприклад, було виявлено, що концентрація ПХБ і ДДЕ в нурдлах, зібраних у прибережних водах Японії, досягає 1 у мільйони разів вище, ніж рівні, виявлені в навколишній морській воді.
Пластикові мікрокульки, які використовуються в косметичних відлущувальних продуктах, також містяться у воді.

### Мікропластик
Наночастинки пластику зараз широко визнані значною та постійно зростаючою небезпекою у водному та ґрунтовому середовищах. Ці частинки, визначені як пластик розміром 1000 нм у своєму найбільшому розмірі, потрапляють у навколишнє середовище як у вигляді первинних продуктів, так і через розкладання більших пластикових відходів. Вони мають потенціал бути дуже мобільними, враховуючи їхній невеликий розмір, що викликає занепокоєння щодо їх глобального поширення. Крім того, наночастинки пластику здатні адсорбувати різноманітні інші забруднювачі, включаючи важкі метали, фармацевтичні препарати та пестициди, і, таким чином, можуть збільшити рухливість цих шкідливих матеріалів.

## Вплив на здоров'я людини
Негативний вплив на здоров'я людини впливом забруднення пластиком включає порушення різних біохімічних та гормональних механізмів, зокрема через вплив таких речовин як фталати, Бісфенол А (BPA) та Бісфенол S (BPS).

## Інциденти

### 2012 рік
Очищення узбережжя затоки Сан-Франциско від численних розливів.
У Гонконзі після того, як 24 липня 2012 року тайфун «Вісенте» наніс удари, деякі контейнери, що належали китайському нафтовому гіганту Sinopec, які перевозили понад 150 тонн пластикових гранул, були винесені в море, викинувшись на південне узбережжя Гонконгу, наприклад Shek O, Cheung Chau, Ma Wan і Lamma Island. Незважаючи на те, що нурдли самі по собі не є токсичними або небезпечними, згідно з Sinopec, розлив порушив морське життя і приписується вбивству запасів риби на рибних фермах.

### 2017 рік
Розлив близько двох мільярдів кубиків (49 тонн) із транспортного контейнера в гавані Дурбану вимагав тривалих зусиль з очищення. Ці нурдли також були помічені, коли їх викинуло на берег у Західній Австралії.
Велике полювання на нурдли, яке відбулося 2–5 червня 2017 року у Великій Британії, привернуло увагу до проблеми забруднення пластиковими гранулами. Програма, започаткована шотландською екологічною благодійною організацією Fidra, збирала інформацію про нурдли від громадян з усього регіону, використовуючи спільні фотографії, щоб краще зрозуміти структуру забруднення пляжів Великій Британії. Полювання на нурдли, проведене на початку 2017 року, показало, що 73 % пляжів Великої Британії були забруднені нурдлами.

### 2018 рік
Аварія напіввантажівки призвела до викиду яскраво-блакитних нурдлів у Поконо-Крік і водні шляхи долини Ліхай, штат Пенсильванія.

### 2020 рік
Під час грози 20 серпня 40-футів (12 м) транспортний контейнер з 25 тоннами зерна, що прибув з Азії, впав з судна CMA CGM Bianca в річку Міссісіпі в Новому Орлеані. Офіційного прибирання не проводилося. Розливи небезпечних матеріалів знаходяться в юрисдикції берегової охорони, але нурдли не класифікуються як небезпечні матеріали. У Департаменті якості навколишнього середовища не знають, хто відповідальний за очищення розливу.

### 2021 рік
2 червня 2021 року вантажне судно X-Press Pearl затонуло біля узбережжя Шрі-Ланки, виливши хімікати та мікропластикові горілки та спричинивши найгіршу екологічну катастрофу в історії країни.

### 2023 рік
У січні 2023 року уряд Франції оголосив, що буде вживати судових заходів проти «невідомих осіб» у відповідь на масштабне забруднення пластиковими гранулами вздовж узбережжя Бретані, яке, ймовірно, сталося через загублені в Атлантичному океані транспортні контейнери.

## Поточний прогрес і рішення
З 300 мільйонів тонн пластику, що виробляється щороку, понад 14 мільйонів тонн потрапляє в океан, і виробництво пластику продовжує зростати. Морське сміття в цілому створює екологічну загрозу для морських екосистем, і політичні рішення мають вирішальне значення для покращення стану океану.
- Пластмасова промисловість відреагувала на підвищений інтерес і занепокоєння щодо втрат пластикових гранул і джерел забруднення. Операція Clean Sweep була створена SPI: Торговою асоціацією промисловості пластмас у 2001 році та до неї приєдналася Американська хімічна рада з метою нульових втрат гранул для виробників пластмас.[39] Ця програма добровільного управління надає своїм учасникам посібник, який допоможе їм зменшити втрати пелет на власних підприємствах, а також забезпечує необхідне навчання.[40][41] Однак програма не вимагає від компаній зберігати або повідомляти будь-які дані про втрату пелет.[42]
- У 2007 році Каліфорнія прийняла AB 258, який встановив заходи, яких повинні були дотримуватися виробники пластику під час виробництва та транспортування пластикових гранул.[43] Цей запобіжний захід включає перевірки персоналом регіонального та державного водного управління та контроль за впорядкованим виробництвом і транспортуванням попереднього виробництва пластику, щоб мінімізувати кількість розливів гранул пластикової смоли.[44]
- У 2008 році в Каліфорнії було прийнято «закон про нурдли», який «конкретно називає пластикові гранули, виготовлені перед виробництвом (нурдли), забруднювачами».[45]
- У 2015 році було прийнято Закон про воду без мікрогранул, який забороняє виробництво та розповсюдження первинних пластикових мікрокульок для косметичної продукції.[46] Ця заборона зменшить кількість пластикових гранул, які потрапляють в океани, запобігаючи використанню частинок мікрочастинок у косметичних засобах для догляду.[46]

## Дії для формування обізнаності
11 квітня 2013 року, щоб привернути увагу, художниця Марія Крістіна Фінуччі заснувала в ЮНЕСКО державу «Сміттєві плями» в Парижі на чолі з генеральним директором Іриною Боковою. Це перший із серії заходів під патронатом ЮНЕСКО та Міністерства навколишнього середовища Італії.
Great Nurdle Hunt — громадський науковий проєкт, який визначає глобальне забруднення пластиковими гранулами. Зібрані дані використовуються для активної взаємодії з промисловістю та політиками для розробки рішень для запобігання подальшому забрудненню гранулами.

## Подальше читання
- Moore, C; S Moore; M Leecaster; S Weisberg (2001). A Comparison of Plastic and Plankton in the North Pacific Central Gyre (PDF). Marine Pollution Bulletin. 42 (12): 1297—1300. doi:10.1016/S0025-326X(01)00114-X. ISSN 0025-326X. PMID 11827116.
- Michelle Allsopp; Adam Walters; David Santillo; Paul Johnston (2006). Plastic Debris in the World's Oceans (PDF). Netherlands: Greenpeace.